# Papier-Birke

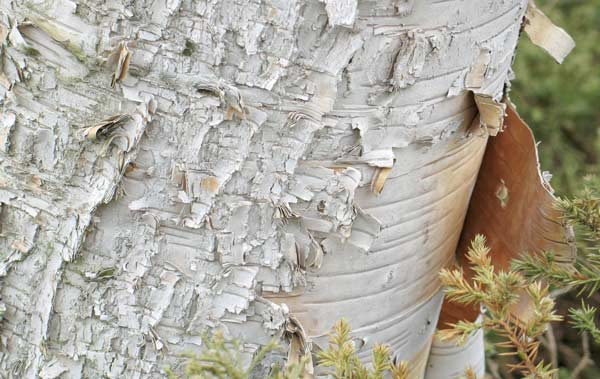
Rinde der Papier-Birke

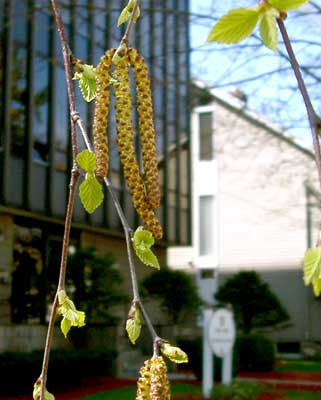
Blühende, pollenverstreuende männliche Kätzchen der Papier-Birke

Die Papier-Birke (Betula papyrifera), auch bekannt als Kanu-Birke oder Amerikanische Weiß-Birke, gehört zur Familie der Birkengewächse (Betulaceae). Sie ist in Nordamerika verbreitet.

## Namensgebung
Der Name Papier-Birke und das Artepitheton papyrifera nimmt Bezug darauf, dass die Rinde von den amerikanischen Ureinwohnern als Schreibmaterial verwendet wurde. Ferner wurde die wasserdichte Rinde für die äußere Abdeckung beim Bau von Kanus benutzt.

## Beschreibung
Die Papier-Birke wächst als sommergrüner, mittelgroßer Baum und erreicht Wuchshöhen von 20 Metern, in Ausnahmefällen bis zu 35 Metern, und Stammdurchmesser von bis zu 80 Zentimetern. Die weiß leuchtende Borke blättert in feinen horizontalen Streifen ab und ist oft mit kleinen schwarzen Abdrücken und Narben bedeckt. Die gestielten Laubblätter besitzen eine einfache Blattspreite, die bei einer Länge von 5 bis 12 Zentimetern und einer Breite von 4 bis 9 Zentimetern oval ist und über einen geriffelten Rand verfügt.
Wie alle Birken-Arten wird sie vom Wind bestäubt.
Die Blütenstände sind 3 bis 6 Zentimeter lange Kätzchen. Die vielen kleinen geflügelten Samen, die im Herbst reif werden, befinden sich zwischen den Hochblättern im Fruchtstand.
Die Chromosomenzahl beträgt 2n = 56, 70 oder 84.

## Verbreitung
Die Papier-Birke ist ursprünglich im nördlichen Nordamerika beheimatet. Ihr Hauptverbreitungsgebiet reicht von Neufundland im Osten bis nach Alaska im Westen, im Süden bis nach Pennsylvania und Washington. Einzelne Vorkommen gibt es weiter südlich in den Bergen zwischen North Carolina und Colorado.

## Symbolik
Die Papier-Birke ist der Staatsbaum der kanadischen Provinz Saskatchewan und des amerikanischen Bundesstaates New Hampshire.

## Taxonomie
Ein Synonym von Betula papyrifera Marshall ist Betula papyracea Ait.